# Aïcha al-Horra

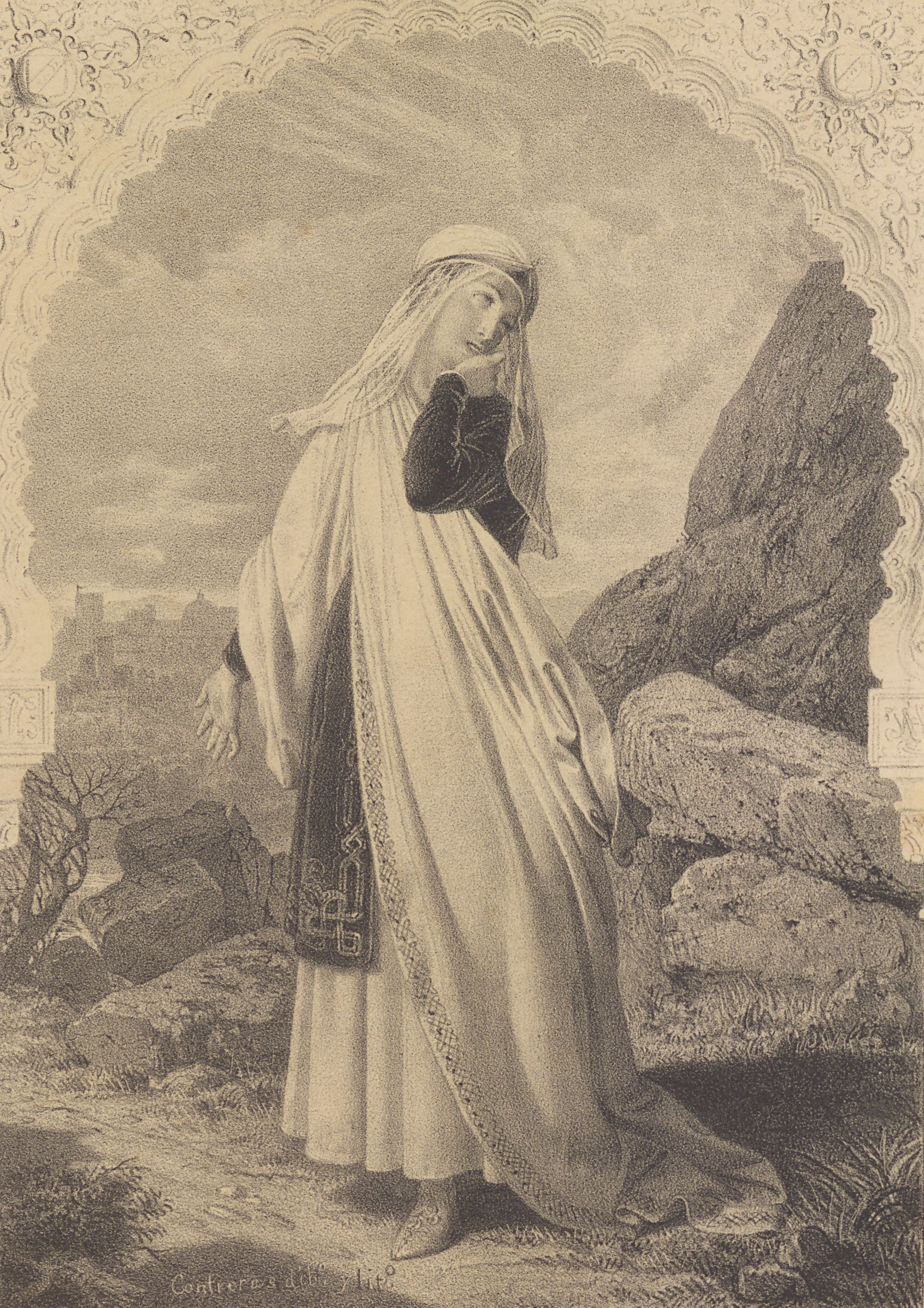
Aïcha al-Horra. Postum fantasibild.

Aïcha al-Horra, allmänt känd under sitt spanska namn Aixa, död efter 1492, var en nasridisk prinsessa. Hon var gift med sultan Muhammed XI av Granada och sultan Abu'l-Hasan Ali av Granada, och mor till sultan Boabdil av Granada. 
Hon var politiskt aktiv och utövade inflytande på det politiska livet under den sista tiden av det moriska Emiratet Granada. 
Aixa är en av de mest kända kvinnorna från det moriska Granadas historia.

## Biografi
Aïcha var född som prinsessa av Granadas nasridiska dynasti. Det är oklart vilken av de nasridiska prinsarna som var hennes far, men hon förmodas ha varit dotter till sultan Muhammad IX av Granada. 
Hon var först gift med Muhammed XI av Granada, som regerade 1453-1455. Hennes make avled 1455 och efterträddes av Abu Nasr Sa'd av Granada, som gifte bort henne med sin son och tronföljare Abu l-Hasan Ali. Äktenskapet arrangerades troligen för att åstadkomma försoning mellan de olika grenarna av dynastin. 
Hennes andre make blev sultan 1464. Paret hade tre barn: sönerna Boabdil och Yusuf och dottern Aishah. Hennes man blev sedan förälskad i sin kristna slav Isabel de Solís, och gifte sig med henne. Aïcha förvisades då med sina söner till ett annat palats, Dar al-Horra. 
År 1482 iscensatte Aïcha en statskupp i allians med oppositionspartiet Abencerages, avsatte maken och placerade sin son Boabdil på tronen. Hon deltog aktivt i Granadas inrikespolitik och hade en inflytelserik position. År 1483 skötte hon förhandlingarna om frigivning av hennes son, då han blivit tillfångatagen av Kastilien. Hon förhindrade också trakasserier av kristna i Granada. 
Efter erövringen av Granada 1492 följde hon sin son i exil. Hon levde med honom först i Andarax i Alpujarras och, från 1493, i Fez i Marocko. Hon beskrivs som energisk, karaktärsfull och viljestark.

## Eftermäle
En berömd legend säger, att då Granadas före detta hov lämnade Alhambra efter erövringen 1492, ska hennes son, den före detta sultanen Boabdil, ha sett tillbaka mot staden med sorgsen saknad. Aïcha ska då ha sagt: "Gråt inte som en kvinna över vad du inte kunde försvara som en man".   
Aïcha al-Horra har ofta använts som inspirationsgestalt inom kulturen.